# West Tamar Council

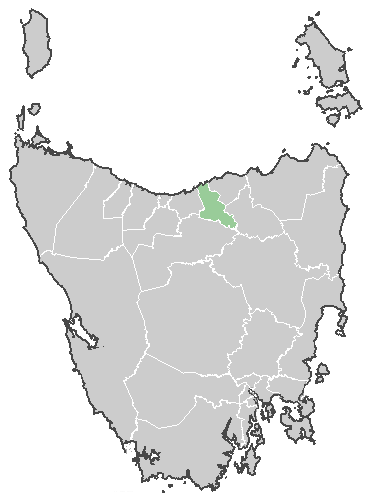
West Tamar Council na mapie Tasmanii

West Tamar Council – obszar samorządu lokalnego (ang. local government area) położony w północnej części Tasmanii (Australia). Siedziba rady samorządu zlokalizowana jest w mieście Beaconsfield. Inne większe miasta położone na terenie samorządu to: Legana, Beauty Point i Exeter, w skład samorządu wchodzą także przedmieścia miasta Launceston - Riverside. 
Według danych z 2009 roku, obszar ten zamieszkuje 22 224 osób. Ponadto obszar cechuje się jednym z najwyższych współczynników urodzeń w Australii, który wynosi 3,12 na każdą kobietę (dane z roku 2006). Powierzchnia samorządu wynosi 689 km². 
W celu identyfikacji samorządu Australian Bureau of Statistics wprowadziło czterocyfrowy kod dla gminy West Tamar – 5810.